# Forte de Cananeia
O Forte de Cananéia localizava-se provavelmente na ponta da Trincheira, na margem esquerda da barra de Cananéia, na Ilha Comprida, no litoral sul do estado brasileiro de São Paulo.

## História
Trata-se de estrutura que existiu anteriormente a 1838. Nesse ano, o marechal Daniel Pedro Müller, incumbido de inspecionar as fortificações da Província de São Paulo, face à importância estratégica da posição e à ruína da estrutura, projetou um novo forte a ser levantado na chamada ponta do Bicho. Esse projeto não chegou a ser executado (SOUZA, 1885:119).
Um monumento municipal, na praça central de Cananéia, encontrava-se guarnecido por dois canhões coloniais, ostentando as iniciais "PR" (Príncipe-Regente) e as datas de 28 de fevereiro de 1815 e 29 de março de 1815, respectivamente.[carece de fontes?]